# Чемпіонат УРСР із шахів 1966 (жінки)
26-й чемпіонат України із шахів серед жінок, що проходив у Харкові з 5 по 24 травня 1966 року.

## Загальна інформація про турнір
|   | a | b | c | d | e | f | g | h |   |
| 8 | h8 білий ферзь · c7 чорний пішак · d7 чорний король · f7 чорний пішак · g7 білий кінь · c6 чорний кінь · e5 чорний пішак · b4 чорний кінь · c4 білий пішак · e4 білий кінь · d3 чорна тура · e3 білий пішак · b2 білий пішак · f2 білий король · g2 білий пішак · h2 білий пішак · a1 чорна тура | h8 білий ферзь · c7 чорний пішак · d7 чорний король · f7 чорний пішак · g7 білий кінь · c6 чорний кінь · e5 чорний пішак · b4 чорний кінь · c4 білий пішак · e4 білий кінь · d3 чорна тура · e3 білий пішак · b2 білий пішак · f2 білий король · g2 білий пішак · h2 білий пішак · a1 чорна тура | h8 білий ферзь · c7 чорний пішак · d7 чорний король · f7 чорний пішак · g7 білий кінь · c6 чорний кінь · e5 чорний пішак · b4 чорний кінь · c4 білий пішак · e4 білий кінь · d3 чорна тура · e3 білий пішак · b2 білий пішак · f2 білий король · g2 білий пішак · h2 білий пішак · a1 чорна тура | h8 білий ферзь · c7 чорний пішак · d7 чорний король · f7 чорний пішак · g7 білий кінь · c6 чорний кінь · e5 чорний пішак · b4 чорний кінь · c4 білий пішак · e4 білий кінь · d3 чорна тура · e3 білий пішак · b2 білий пішак · f2 білий король · g2 білий пішак · h2 білий пішак · a1 чорна тура | h8 білий ферзь · c7 чорний пішак · d7 чорний король · f7 чорний пішак · g7 білий кінь · c6 чорний кінь · e5 чорний пішак · b4 чорний кінь · c4 білий пішак · e4 білий кінь · d3 чорна тура · e3 білий пішак · b2 білий пішак · f2 білий король · g2 білий пішак · h2 білий пішак · a1 чорна тура | h8 білий ферзь · c7 чорний пішак · d7 чорний король · f7 чорний пішак · g7 білий кінь · c6 чорний кінь · e5 чорний пішак · b4 чорний кінь · c4 білий пішак · e4 білий кінь · d3 чорна тура · e3 білий пішак · b2 білий пішак · f2 білий король · g2 білий пішак · h2 білий пішак · a1 чорна тура | h8 білий ферзь · c7 чорний пішак · d7 чорний король · f7 чорний пішак · g7 білий кінь · c6 чорний кінь · e5 чорний пішак · b4 чорний кінь · c4 білий пішак · e4 білий кінь · d3 чорна тура · e3 білий пішак · b2 білий пішак · f2 білий король · g2 білий пішак · h2 білий пішак · a1 чорна тура | h8 білий ферзь · c7 чорний пішак · d7 чорний король · f7 чорний пішак · g7 білий кінь · c6 чорний кінь · e5 чорний пішак · b4 чорний кінь · c4 білий пішак · e4 білий кінь · d3 чорна тура · e3 білий пішак · b2 білий пішак · f2 білий король · g2 білий пішак · h2 білий пішак · a1 чорна тура | 8 |
| 7 | h8 білий ферзь · c7 чорний пішак · d7 чорний король · f7 чорний пішак · g7 білий кінь · c6 чорний кінь · e5 чорний пішак · b4 чорний кінь · c4 білий пішак · e4 білий кінь · d3 чорна тура · e3 білий пішак · b2 білий пішак · f2 білий король · g2 білий пішак · h2 білий пішак · a1 чорна тура | h8 білий ферзь · c7 чорний пішак · d7 чорний король · f7 чорний пішак · g7 білий кінь · c6 чорний кінь · e5 чорний пішак · b4 чорний кінь · c4 білий пішак · e4 білий кінь · d3 чорна тура · e3 білий пішак · b2 білий пішак · f2 білий король · g2 білий пішак · h2 білий пішак · a1 чорна тура | h8 білий ферзь · c7 чорний пішак · d7 чорний король · f7 чорний пішак · g7 білий кінь · c6 чорний кінь · e5 чорний пішак · b4 чорний кінь · c4 білий пішак · e4 білий кінь · d3 чорна тура · e3 білий пішак · b2 білий пішак · f2 білий король · g2 білий пішак · h2 білий пішак · a1 чорна тура | h8 білий ферзь · c7 чорний пішак · d7 чорний король · f7 чорний пішак · g7 білий кінь · c6 чорний кінь · e5 чорний пішак · b4 чорний кінь · c4 білий пішак · e4 білий кінь · d3 чорна тура · e3 білий пішак · b2 білий пішак · f2 білий король · g2 білий пішак · h2 білий пішак · a1 чорна тура | h8 білий ферзь · c7 чорний пішак · d7 чорний король · f7 чорний пішак · g7 білий кінь · c6 чорний кінь · e5 чорний пішак · b4 чорний кінь · c4 білий пішак · e4 білий кінь · d3 чорна тура · e3 білий пішак · b2 білий пішак · f2 білий король · g2 білий пішак · h2 білий пішак · a1 чорна тура | h8 білий ферзь · c7 чорний пішак · d7 чорний король · f7 чорний пішак · g7 білий кінь · c6 чорний кінь · e5 чорний пішак · b4 чорний кінь · c4 білий пішак · e4 білий кінь · d3 чорна тура · e3 білий пішак · b2 білий пішак · f2 білий король · g2 білий пішак · h2 білий пішак · a1 чорна тура | h8 білий ферзь · c7 чорний пішак · d7 чорний король · f7 чорний пішак · g7 білий кінь · c6 чорний кінь · e5 чорний пішак · b4 чорний кінь · c4 білий пішак · e4 білий кінь · d3 чорна тура · e3 білий пішак · b2 білий пішак · f2 білий король · g2 білий пішак · h2 білий пішак · a1 чорна тура | h8 білий ферзь · c7 чорний пішак · d7 чорний король · f7 чорний пішак · g7 білий кінь · c6 чорний кінь · e5 чорний пішак · b4 чорний кінь · c4 білий пішак · e4 білий кінь · d3 чорна тура · e3 білий пішак · b2 білий пішак · f2 білий король · g2 білий пішак · h2 білий пішак · a1 чорна тура | 7 |
| 6 | h8 білий ферзь · c7 чорний пішак · d7 чорний король · f7 чорний пішак · g7 білий кінь · c6 чорний кінь · e5 чорний пішак · b4 чорний кінь · c4 білий пішак · e4 білий кінь · d3 чорна тура · e3 білий пішак · b2 білий пішак · f2 білий король · g2 білий пішак · h2 білий пішак · a1 чорна тура | h8 білий ферзь · c7 чорний пішак · d7 чорний король · f7 чорний пішак · g7 білий кінь · c6 чорний кінь · e5 чорний пішак · b4 чорний кінь · c4 білий пішак · e4 білий кінь · d3 чорна тура · e3 білий пішак · b2 білий пішак · f2 білий король · g2 білий пішак · h2 білий пішак · a1 чорна тура | h8 білий ферзь · c7 чорний пішак · d7 чорний король · f7 чорний пішак · g7 білий кінь · c6 чорний кінь · e5 чорний пішак · b4 чорний кінь · c4 білий пішак · e4 білий кінь · d3 чорна тура · e3 білий пішак · b2 білий пішак · f2 білий король · g2 білий пішак · h2 білий пішак · a1 чорна тура | h8 білий ферзь · c7 чорний пішак · d7 чорний король · f7 чорний пішак · g7 білий кінь · c6 чорний кінь · e5 чорний пішак · b4 чорний кінь · c4 білий пішак · e4 білий кінь · d3 чорна тура · e3 білий пішак · b2 білий пішак · f2 білий король · g2 білий пішак · h2 білий пішак · a1 чорна тура | h8 білий ферзь · c7 чорний пішак · d7 чорний король · f7 чорний пішак · g7 білий кінь · c6 чорний кінь · e5 чорний пішак · b4 чорний кінь · c4 білий пішак · e4 білий кінь · d3 чорна тура · e3 білий пішак · b2 білий пішак · f2 білий король · g2 білий пішак · h2 білий пішак · a1 чорна тура | h8 білий ферзь · c7 чорний пішак · d7 чорний король · f7 чорний пішак · g7 білий кінь · c6 чорний кінь · e5 чорний пішак · b4 чорний кінь · c4 білий пішак · e4 білий кінь · d3 чорна тура · e3 білий пішак · b2 білий пішак · f2 білий король · g2 білий пішак · h2 білий пішак · a1 чорна тура | h8 білий ферзь · c7 чорний пішак · d7 чорний король · f7 чорний пішак · g7 білий кінь · c6 чорний кінь · e5 чорний пішак · b4 чорний кінь · c4 білий пішак · e4 білий кінь · d3 чорна тура · e3 білий пішак · b2 білий пішак · f2 білий король · g2 білий пішак · h2 білий пішак · a1 чорна тура | h8 білий ферзь · c7 чорний пішак · d7 чорний король · f7 чорний пішак · g7 білий кінь · c6 чорний кінь · e5 чорний пішак · b4 чорний кінь · c4 білий пішак · e4 білий кінь · d3 чорна тура · e3 білий пішак · b2 білий пішак · f2 білий король · g2 білий пішак · h2 білий пішак · a1 чорна тура | 6 |
| 5 | h8 білий ферзь · c7 чорний пішак · d7 чорний король · f7 чорний пішак · g7 білий кінь · c6 чорний кінь · e5 чорний пішак · b4 чорний кінь · c4 білий пішак · e4 білий кінь · d3 чорна тура · e3 білий пішак · b2 білий пішак · f2 білий король · g2 білий пішак · h2 білий пішак · a1 чорна тура | h8 білий ферзь · c7 чорний пішак · d7 чорний король · f7 чорний пішак · g7 білий кінь · c6 чорний кінь · e5 чорний пішак · b4 чорний кінь · c4 білий пішак · e4 білий кінь · d3 чорна тура · e3 білий пішак · b2 білий пішак · f2 білий король · g2 білий пішак · h2 білий пішак · a1 чорна тура | h8 білий ферзь · c7 чорний пішак · d7 чорний король · f7 чорний пішак · g7 білий кінь · c6 чорний кінь · e5 чорний пішак · b4 чорний кінь · c4 білий пішак · e4 білий кінь · d3 чорна тура · e3 білий пішак · b2 білий пішак · f2 білий король · g2 білий пішак · h2 білий пішак · a1 чорна тура | h8 білий ферзь · c7 чорний пішак · d7 чорний король · f7 чорний пішак · g7 білий кінь · c6 чорний кінь · e5 чорний пішак · b4 чорний кінь · c4 білий пішак · e4 білий кінь · d3 чорна тура · e3 білий пішак · b2 білий пішак · f2 білий король · g2 білий пішак · h2 білий пішак · a1 чорна тура | h8 білий ферзь · c7 чорний пішак · d7 чорний король · f7 чорний пішак · g7 білий кінь · c6 чорний кінь · e5 чорний пішак · b4 чорний кінь · c4 білий пішак · e4 білий кінь · d3 чорна тура · e3 білий пішак · b2 білий пішак · f2 білий король · g2 білий пішак · h2 білий пішак · a1 чорна тура | h8 білий ферзь · c7 чорний пішак · d7 чорний король · f7 чорний пішак · g7 білий кінь · c6 чорний кінь · e5 чорний пішак · b4 чорний кінь · c4 білий пішак · e4 білий кінь · d3 чорна тура · e3 білий пішак · b2 білий пішак · f2 білий король · g2 білий пішак · h2 білий пішак · a1 чорна тура | h8 білий ферзь · c7 чорний пішак · d7 чорний король · f7 чорний пішак · g7 білий кінь · c6 чорний кінь · e5 чорний пішак · b4 чорний кінь · c4 білий пішак · e4 білий кінь · d3 чорна тура · e3 білий пішак · b2 білий пішак · f2 білий король · g2 білий пішак · h2 білий пішак · a1 чорна тура | h8 білий ферзь · c7 чорний пішак · d7 чорний король · f7 чорний пішак · g7 білий кінь · c6 чорний кінь · e5 чорний пішак · b4 чорний кінь · c4 білий пішак · e4 білий кінь · d3 чорна тура · e3 білий пішак · b2 білий пішак · f2 білий король · g2 білий пішак · h2 білий пішак · a1 чорна тура | 5 |
| 4 | h8 білий ферзь · c7 чорний пішак · d7 чорний король · f7 чорний пішак · g7 білий кінь · c6 чорний кінь · e5 чорний пішак · b4 чорний кінь · c4 білий пішак · e4 білий кінь · d3 чорна тура · e3 білий пішак · b2 білий пішак · f2 білий король · g2 білий пішак · h2 білий пішак · a1 чорна тура | h8 білий ферзь · c7 чорний пішак · d7 чорний король · f7 чорний пішак · g7 білий кінь · c6 чорний кінь · e5 чорний пішак · b4 чорний кінь · c4 білий пішак · e4 білий кінь · d3 чорна тура · e3 білий пішак · b2 білий пішак · f2 білий король · g2 білий пішак · h2 білий пішак · a1 чорна тура | h8 білий ферзь · c7 чорний пішак · d7 чорний король · f7 чорний пішак · g7 білий кінь · c6 чорний кінь · e5 чорний пішак · b4 чорний кінь · c4 білий пішак · e4 білий кінь · d3 чорна тура · e3 білий пішак · b2 білий пішак · f2 білий король · g2 білий пішак · h2 білий пішак · a1 чорна тура | h8 білий ферзь · c7 чорний пішак · d7 чорний король · f7 чорний пішак · g7 білий кінь · c6 чорний кінь · e5 чорний пішак · b4 чорний кінь · c4 білий пішак · e4 білий кінь · d3 чорна тура · e3 білий пішак · b2 білий пішак · f2 білий король · g2 білий пішак · h2 білий пішак · a1 чорна тура | h8 білий ферзь · c7 чорний пішак · d7 чорний король · f7 чорний пішак · g7 білий кінь · c6 чорний кінь · e5 чорний пішак · b4 чорний кінь · c4 білий пішак · e4 білий кінь · d3 чорна тура · e3 білий пішак · b2 білий пішак · f2 білий король · g2 білий пішак · h2 білий пішак · a1 чорна тура | h8 білий ферзь · c7 чорний пішак · d7 чорний король · f7 чорний пішак · g7 білий кінь · c6 чорний кінь · e5 чорний пішак · b4 чорний кінь · c4 білий пішак · e4 білий кінь · d3 чорна тура · e3 білий пішак · b2 білий пішак · f2 білий король · g2 білий пішак · h2 білий пішак · a1 чорна тура | h8 білий ферзь · c7 чорний пішак · d7 чорний король · f7 чорний пішак · g7 білий кінь · c6 чорний кінь · e5 чорний пішак · b4 чорний кінь · c4 білий пішак · e4 білий кінь · d3 чорна тура · e3 білий пішак · b2 білий пішак · f2 білий король · g2 білий пішак · h2 білий пішак · a1 чорна тура | h8 білий ферзь · c7 чорний пішак · d7 чорний король · f7 чорний пішак · g7 білий кінь · c6 чорний кінь · e5 чорний пішак · b4 чорний кінь · c4 білий пішак · e4 білий кінь · d3 чорна тура · e3 білий пішак · b2 білий пішак · f2 білий король · g2 білий пішак · h2 білий пішак · a1 чорна тура | 4 |
| 3 | h8 білий ферзь · c7 чорний пішак · d7 чорний король · f7 чорний пішак · g7 білий кінь · c6 чорний кінь · e5 чорний пішак · b4 чорний кінь · c4 білий пішак · e4 білий кінь · d3 чорна тура · e3 білий пішак · b2 білий пішак · f2 білий король · g2 білий пішак · h2 білий пішак · a1 чорна тура | h8 білий ферзь · c7 чорний пішак · d7 чорний король · f7 чорний пішак · g7 білий кінь · c6 чорний кінь · e5 чорний пішак · b4 чорний кінь · c4 білий пішак · e4 білий кінь · d3 чорна тура · e3 білий пішак · b2 білий пішак · f2 білий король · g2 білий пішак · h2 білий пішак · a1 чорна тура | h8 білий ферзь · c7 чорний пішак · d7 чорний король · f7 чорний пішак · g7 білий кінь · c6 чорний кінь · e5 чорний пішак · b4 чорний кінь · c4 білий пішак · e4 білий кінь · d3 чорна тура · e3 білий пішак · b2 білий пішак · f2 білий король · g2 білий пішак · h2 білий пішак · a1 чорна тура | h8 білий ферзь · c7 чорний пішак · d7 чорний король · f7 чорний пішак · g7 білий кінь · c6 чорний кінь · e5 чорний пішак · b4 чорний кінь · c4 білий пішак · e4 білий кінь · d3 чорна тура · e3 білий пішак · b2 білий пішак · f2 білий король · g2 білий пішак · h2 білий пішак · a1 чорна тура | h8 білий ферзь · c7 чорний пішак · d7 чорний король · f7 чорний пішак · g7 білий кінь · c6 чорний кінь · e5 чорний пішак · b4 чорний кінь · c4 білий пішак · e4 білий кінь · d3 чорна тура · e3 білий пішак · b2 білий пішак · f2 білий король · g2 білий пішак · h2 білий пішак · a1 чорна тура | h8 білий ферзь · c7 чорний пішак · d7 чорний король · f7 чорний пішак · g7 білий кінь · c6 чорний кінь · e5 чорний пішак · b4 чорний кінь · c4 білий пішак · e4 білий кінь · d3 чорна тура · e3 білий пішак · b2 білий пішак · f2 білий король · g2 білий пішак · h2 білий пішак · a1 чорна тура | h8 білий ферзь · c7 чорний пішак · d7 чорний король · f7 чорний пішак · g7 білий кінь · c6 чорний кінь · e5 чорний пішак · b4 чорний кінь · c4 білий пішак · e4 білий кінь · d3 чорна тура · e3 білий пішак · b2 білий пішак · f2 білий король · g2 білий пішак · h2 білий пішак · a1 чорна тура | h8 білий ферзь · c7 чорний пішак · d7 чорний король · f7 чорний пішак · g7 білий кінь · c6 чорний кінь · e5 чорний пішак · b4 чорний кінь · c4 білий пішак · e4 білий кінь · d3 чорна тура · e3 білий пішак · b2 білий пішак · f2 білий король · g2 білий пішак · h2 білий пішак · a1 чорна тура | 3 |
| 2 | h8 білий ферзь · c7 чорний пішак · d7 чорний король · f7 чорний пішак · g7 білий кінь · c6 чорний кінь · e5 чорний пішак · b4 чорний кінь · c4 білий пішак · e4 білий кінь · d3 чорна тура · e3 білий пішак · b2 білий пішак · f2 білий король · g2 білий пішак · h2 білий пішак · a1 чорна тура | h8 білий ферзь · c7 чорний пішак · d7 чорний король · f7 чорний пішак · g7 білий кінь · c6 чорний кінь · e5 чорний пішак · b4 чорний кінь · c4 білий пішак · e4 білий кінь · d3 чорна тура · e3 білий пішак · b2 білий пішак · f2 білий король · g2 білий пішак · h2 білий пішак · a1 чорна тура | h8 білий ферзь · c7 чорний пішак · d7 чорний король · f7 чорний пішак · g7 білий кінь · c6 чорний кінь · e5 чорний пішак · b4 чорний кінь · c4 білий пішак · e4 білий кінь · d3 чорна тура · e3 білий пішак · b2 білий пішак · f2 білий король · g2 білий пішак · h2 білий пішак · a1 чорна тура | h8 білий ферзь · c7 чорний пішак · d7 чорний король · f7 чорний пішак · g7 білий кінь · c6 чорний кінь · e5 чорний пішак · b4 чорний кінь · c4 білий пішак · e4 білий кінь · d3 чорна тура · e3 білий пішак · b2 білий пішак · f2 білий король · g2 білий пішак · h2 білий пішак · a1 чорна тура | h8 білий ферзь · c7 чорний пішак · d7 чорний король · f7 чорний пішак · g7 білий кінь · c6 чорний кінь · e5 чорний пішак · b4 чорний кінь · c4 білий пішак · e4 білий кінь · d3 чорна тура · e3 білий пішак · b2 білий пішак · f2 білий король · g2 білий пішак · h2 білий пішак · a1 чорна тура | h8 білий ферзь · c7 чорний пішак · d7 чорний король · f7 чорний пішак · g7 білий кінь · c6 чорний кінь · e5 чорний пішак · b4 чорний кінь · c4 білий пішак · e4 білий кінь · d3 чорна тура · e3 білий пішак · b2 білий пішак · f2 білий король · g2 білий пішак · h2 білий пішак · a1 чорна тура | h8 білий ферзь · c7 чорний пішак · d7 чорний король · f7 чорний пішак · g7 білий кінь · c6 чорний кінь · e5 чорний пішак · b4 чорний кінь · c4 білий пішак · e4 білий кінь · d3 чорна тура · e3 білий пішак · b2 білий пішак · f2 білий король · g2 білий пішак · h2 білий пішак · a1 чорна тура | h8 білий ферзь · c7 чорний пішак · d7 чорний король · f7 чорний пішак · g7 білий кінь · c6 чорний кінь · e5 чорний пішак · b4 чорний кінь · c4 білий пішак · e4 білий кінь · d3 чорна тура · e3 білий пішак · b2 білий пішак · f2 білий король · g2 білий пішак · h2 білий пішак · a1 чорна тура | 2 |
| 1 | h8 білий ферзь · c7 чорний пішак · d7 чорний король · f7 чорний пішак · g7 білий кінь · c6 чорний кінь · e5 чорний пішак · b4 чорний кінь · c4 білий пішак · e4 білий кінь · d3 чорна тура · e3 білий пішак · b2 білий пішак · f2 білий король · g2 білий пішак · h2 білий пішак · a1 чорна тура | h8 білий ферзь · c7 чорний пішак · d7 чорний король · f7 чорний пішак · g7 білий кінь · c6 чорний кінь · e5 чорний пішак · b4 чорний кінь · c4 білий пішак · e4 білий кінь · d3 чорна тура · e3 білий пішак · b2 білий пішак · f2 білий король · g2 білий пішак · h2 білий пішак · a1 чорна тура | h8 білий ферзь · c7 чорний пішак · d7 чорний король · f7 чорний пішак · g7 білий кінь · c6 чорний кінь · e5 чорний пішак · b4 чорний кінь · c4 білий пішак · e4 білий кінь · d3 чорна тура · e3 білий пішак · b2 білий пішак · f2 білий король · g2 білий пішак · h2 білий пішак · a1 чорна тура | h8 білий ферзь · c7 чорний пішак · d7 чорний король · f7 чорний пішак · g7 білий кінь · c6 чорний кінь · e5 чорний пішак · b4 чорний кінь · c4 білий пішак · e4 білий кінь · d3 чорна тура · e3 білий пішак · b2 білий пішак · f2 білий король · g2 білий пішак · h2 білий пішак · a1 чорна тура | h8 білий ферзь · c7 чорний пішак · d7 чорний король · f7 чорний пішак · g7 білий кінь · c6 чорний кінь · e5 чорний пішак · b4 чорний кінь · c4 білий пішак · e4 білий кінь · d3 чорна тура · e3 білий пішак · b2 білий пішак · f2 білий король · g2 білий пішак · h2 білий пішак · a1 чорна тура | h8 білий ферзь · c7 чорний пішак · d7 чорний король · f7 чорний пішак · g7 білий кінь · c6 чорний кінь · e5 чорний пішак · b4 чорний кінь · c4 білий пішак · e4 білий кінь · d3 чорна тура · e3 білий пішак · b2 білий пішак · f2 білий король · g2 білий пішак · h2 білий пішак · a1 чорна тура | h8 білий ферзь · c7 чорний пішак · d7 чорний король · f7 чорний пішак · g7 білий кінь · c6 чорний кінь · e5 чорний пішак · b4 чорний кінь · c4 білий пішак · e4 білий кінь · d3 чорна тура · e3 білий пішак · b2 білий пішак · f2 білий король · g2 білий пішак · h2 білий пішак · a1 чорна тура | h8 білий ферзь · c7 чорний пішак · d7 чорний король · f7 чорний пішак · g7 білий кінь · c6 чорний кінь · e5 чорний пішак · b4 чорний кінь · c4 білий пішак · e4 білий кінь · d3 чорна тура · e3 білий пішак · b2 білий пішак · f2 білий король · g2 білий пішак · h2 білий пішак · a1 чорна тура | 1 |
|   | a | b | c | d | e | f | g | h |   |

Жіночій першості України 1966 року передували два півфінали: у Львові за швейцарською системою грали 32 шахістки першого розряду, а в Києві в коловому турнірі — 16 шахісток (2 майстрині, 13 першорозрядниць і одна другорозрядниця). У фінал відібралися вісім шахісток з львівської групи і чотири з київської, а також минулорічна чемпіонка України Ольга Андреєва та учасниця крайнього чемпіонату СРСР Любов Ідельчик.
Вигравши на старті турніру п'ять партій підряд, Андреєва здавалася недосяжною для решти учасниць, проте кілька нічиїх поспіль з молодими шахістками, а потім дві поразки загострили боротьбу.
Долю першого місця вирішив останній тур. Набравши 9½ очка, Ольга Андреєва (Харків) другий рік поспіль стала чемпіонкою України. Друге-третє місця розділили Любов Ідельчик (Харків) і Ірина Розенцвайг (Львів) — по 9 очок, на 4-му місці — Любов Якір (Київ) — 8½ очка, 5 — 7 місця розділили Римма Антонова, Рита Гершунська (обидві — Київ) і Лідія Чайка (Запоріжжя).
У півфінал чемпіонату СРСР відібралися перші чотири шахістки, а також Рита Гершунська, у якої кращі показники у таблиці коефіцієнтів.
Нижче представлена одна з партій чемпіонки України:

1. e4 e5 2. Кf3 Кc6 3. Сb5 a6 4. Сa4 Кf6 5. Фe2 b5 6. Сb3 Сc5 7. a4 Лb8 8. ab ab 9. d3 0—0 10. Сe3 С: e3

11. fe d5 12. ed К: d5 13. Кbd2 Сe6 14. Кe4 Фe7 15. 0—0 h6 16. Кfd2 Кdb4 17. С: e6 Ф: e6 18. c3 Кd5 19. Лf3 Лa8 20. Лaf1 Лa2 

21. c4 bc 22. dc Кdb4 23. Лf6! gf 24. Л: f6 Лa1+ 25. Kрf2 Ф: f6+ 26. К: f6+ Kрg7 27. Кde4 Лd8 28. Ф: g4+ Kрf8 29. Фh4 Kрg7 30. Кh5+ Kрf8

31. Фf6 Лd3 32. Ф: h6+ Kрe8 33. Кg7+ Kрe7 34. Фh4+ Kрd7 35. Фh8.  Чорні здалися (кінцева позиція представлена праворуч на діаграмі).

## Турнірна таблиця

Учасниці, судді та організатори XXVI чемпіонату України (зліва направо). Перший ряд — Ягнятинська, Сучкова, Глушко, Антонова; другий ряд — Кицак, ?, Т.Терашкевич, Андреєва, Рубінчик, ?; третій ряд — Гершунська, Якір, ?, Ідельчик; верхній ряд — О.Підгаєцький, ?, Чайка (Муленко), Розенцвайг, Антонов, Мацкевич, Корецька

| №  | Учасник                           | Місто           | 1 | 2 | 3 | 4 | 5 | 6 | 7 | 8 | 9 | 10 | 11 | 12 | 13 | 14 |  | + | − | = | Очки | Місце |
| -- | --------------------------------- | --------------- | - | - | - | - | - | - | - | - | - | -- | -- | -- | -- | -- |  | - | - | - | ---- | ----- |
| 1  | Ольга Андреєва                    | Харків          |   | 1 |   |   |   |   |   |   |   |    |    |    |    |    |  | 8 | 2 | 3 | 9½   | Gold  |
| 2  | Любов Ідельчик                    | Харків          | 0 |   |   |   |   |   |   |   |   |    |    |    |    |    |  |   |   |   | 9    | — 3   |
| 3  | Ірина Розенцвайг                  | Львів           |   |   |   |   |   |   |   |   |   |    |    |    |    |    |  |   |   |   | 9    | — 3   |
| 4  | Любов Якір (Коган)                | Київ            |   |   |   |   |   |   |   |   |   |    |    |    |    |    |  |   |   |   | 8½   | 4     |
| 5  | Рита Гершунська                   | Київ            |   |   |   |   |   |   |   |   |   |    |    |    |    |    |  |   |   |   | ?    | 5 — 7 |
| 6  | Римма Антонова                    | Київ            |   |   |   |   |   |   |   |   |   |    |    |    |    |    |  |   |   |   | ?    | 5 — 7 |
| 7  | Лідія Чайка (Муленко)             | Запоріжжя       |   |   |   |   |   |   |   |   |   |    |    |    |    |    |  |   |   |   | ?    | 5 — 7 |
| 8  | Регіна Ягнятинська (Шинкаревська) | Одеса           |   |   |   |   |   |   |   |   |   |    |    |    |    |    |  |   |   |   | ?    | ?     |
| 9  | Галина Сучкова                    | Херсон          |   |   |   |   |   |   |   |   |   |    |    |    |    |    |  |   |   |   | ?    | ?     |
| 10 | Олександра Глушко                 | Сімферополь     |   |   |   |   |   |   |   |   |   |    |    |    |    |    |  |   |   |   | ?    | ?     |
| 11 | Алла Рубінчик                     | Київ            |   |   |   |   |   |   |   |   |   |    |    |    |    |    |  |   |   |   | ?    | ?     |
| 12 | Жанна Корецька                    | Суми            |   |   |   |   |   |   |   |   |   |    |    |    |    |    |  |   |   |   | ?    | ?     |
| 13 | Євгенія Кицак                     | Фастів          |   |   |   |   |   |   |   |   |   |    |    |    |    |    |  |   |   |   | ?    | ?     |
| 14 | Алла Титаренко                    | Дніпропетровськ |   |   |   |   |   |   |   |   |   |    |    |    |    |    |  |   |   |   | ?    | ?     |

| Легенда таблиці | Легенда таблиці        | Легенда таблиці | Легенда таблиці         | Легенда таблиці | Легенда таблиці | Легенда таблиці | Легенда таблиці | Легенда таблиці | Легенда таблиці |
| --------------- | ---------------------- | --------------- | ----------------------- | --------------- | --------------- | --------------- | --------------- | --------------- | --------------- |
|                 | Партія білими фігурами |                 | Партія чорними фігурами | 1               | перемога        | ½               | нічия           | 0               | поразка         |